# Seth Peterson
Pour les articles homonymes, voir Peterson.
Seth Peterson est un acteur américain né le 16 août 1970 à Harlem, New York (États-Unis).

## Filmographie
- 1998 : Le Ciel est en feu (The Sky's On Fire (en))  (TV) : Jimmy
- 1998 : Godzilla : Apache Pilot #7
- 1998 : Big Party (Can't Hardly Wait) : Keg Guy
- 1998 : Captured (vidéo) : Buddy
- 1999 : Providence ("Providence") (série TV) : Robbie Hansen
- 2000 : Dumped (vidéo) : Will
- 2003 : Hard Ground (TV) : Joshua McKay
- 2003 : Charmed (TV) : la bête, Derek
- 2003 : Shotgun : Ace
- 2004 : Faded : Andrew
- 2004 : Spoonaur : Mr. Crow
- 2005 : Hate Crime (en) : Robbie Levinson
- 2005 : As Seen on TV : Kevin
- 2006 : Les experts (TV) : Perry Haber
- 2007 : Burn Notice (TV) : Nate Westen
- 2011 : NCIS : Enquêtes spéciales (TV) : Thomas Pearce